# Бауский край
Ба́уский край (латыш. Bauskas novads) — административно-территориальная единица на юге Латвии, в области Земгале. Край состоит из 18 волостей и городов Иецава и Бауска, который является центром края. Граничит с Айзкраукльским, Елгавским, Кекавским, Олайнским и Огрским краями Латвии и Шяуляйским уездом Литвы.
Край был образован 1 июля 2009 года из части упразднённого Бауского района. Первоначально состоял из восьми волостей и города Бауска. Площадь края составляла 784,9 км². 
В ходе административно-территориальной реформы Латвии 2021 года к краю были присоединены город Иецава, 6 волостей из упразднённого Вецумниекского края, три волости из упразднённого Рундальского края и Иецавский край, преобразованный в одноимённую волость. Площадь укрупнённого края составила 2175  км².

## Население
Население на 1 января 2010 года составляло 28 028 человек.
На 1 июля 2023 года население края составляло 43 544 человека.

### Национальный состав
Национальный состав населения края по итогам переписи населения Латвии 2011 года был распределён таким образом:
| Национальность | Численность, чел. (2011) | %        |
| -------------- | ------------------------ | -------- |
| Латыши         | 20 297                   | 79,41 %  |
| Русские        | 1998                     | 7,82 %   |
| Белорусы       | 750                      | 2,93 %   |
| Украинцы       | 551                      | 2,16 %   |
| Поляки         | 265                      | 1,04 %   |
| Литовцы        | 1427                     | 5,58 %   |
| Другие         | 273                      | 1,07 %   |
| всего          | 25 561                   | 100,00 % |

## Территориальное деление
- Барбельская волость (латыш. Bārbeles pagasts)
- город Бауска (латыш. Bauskas pilsēta)
- Брунавская волость (латыш. Brunavas pagasts)
- Валленская волость (латыш. Valles pagasts)
- Вецсаульская волость (латыш. Vecsaules pagasts)
- Вецумниекская волость (латыш. Vecumnieku pagasts)
- Виестурская волость (латыш. Viesturu pagasts)
- Гайлишская волость (латыш. Gailīšu pagasts)
- Давиньская волость (латыш. Dāviņu pagasts)
- город Иецава (латыш. Iecavas pilsēta)
- Иецавская волость (латыш. Iecavas pagasts)
- Ислицкая волость (латыш. Īslīces pagasts)
- Курменская волость (латыш. Kurmenes pagasts)
- Межотненская волость (латыш. Mežotnes pagasts)
- Рундальская волость (латыш. Rundāles pagasts)
- Свитенская волость (латыш. Svitenes pagasts)
- Скайсткалнская волость (латыш. Skaistkalnes pagasts)
- Стелпская волость (латыш. Stelpes pagasts)
- Цераукстская волость (латыш. Ceraukstes pagasts)
- Цодская волость (латыш. Codes pagasts)